# Leptotarsus sanctaecatharinae
Leptotarsus sanctaecatharinae är en tvåvingeart som först beskrevs av Alexander 1945.  Leptotarsus sanctaecatharinae ingår i släktet Leptotarsus och familjen storharkrankar. Inga underarter finns listade i Catalogue of Life.